# Aniquilación electrón-positrón

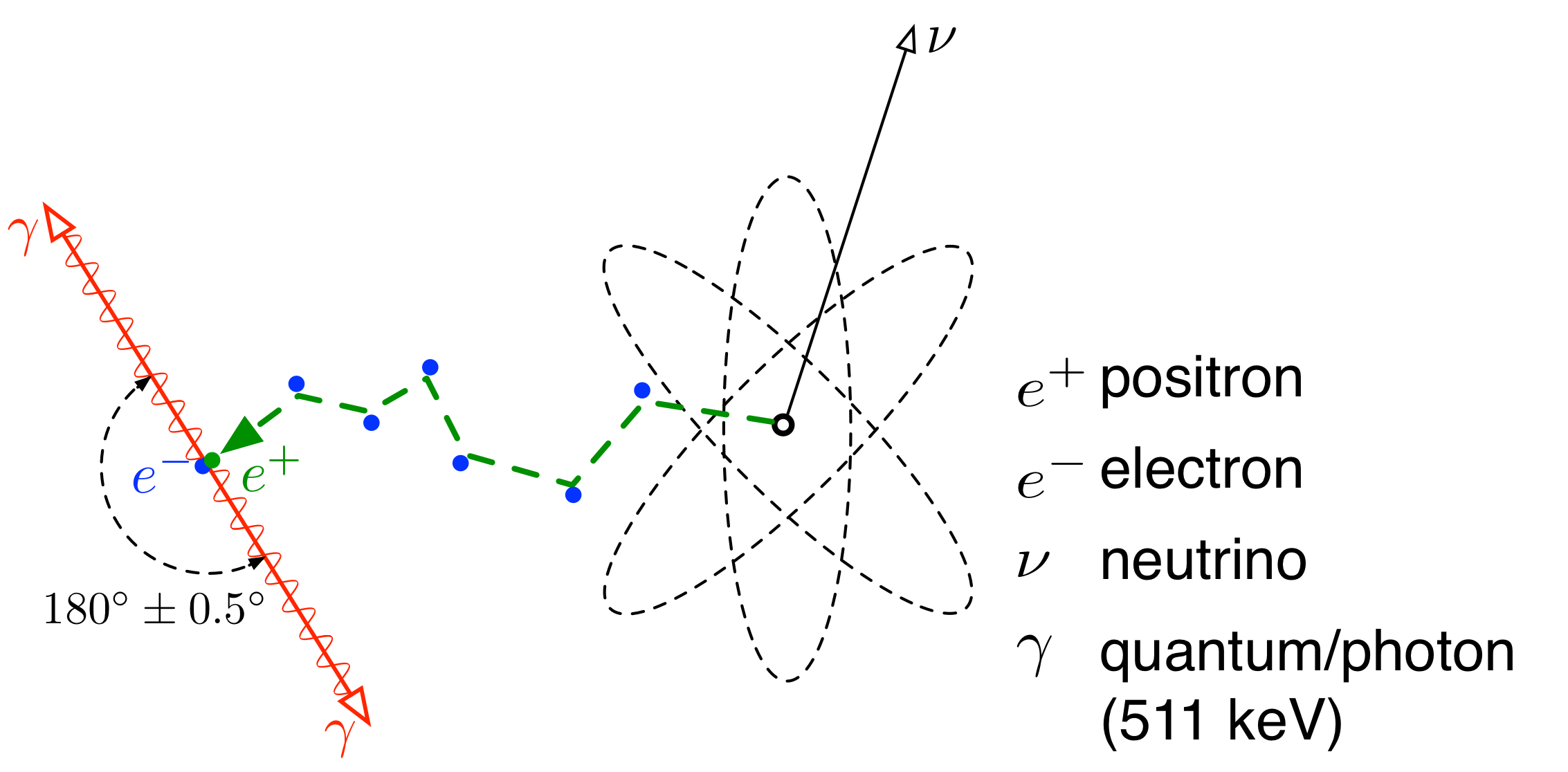
Aniquilación electrón-positrón ocurrida naturalmente como resultado del decaimiento beta más.

La aniquilación electrón-positrón ocurre cuando un electrón (e−
) y un positrón (e+
, la antipartícula del electrón) colisionan. El resultado de la colisión a bajas energías es la aniquilación del electrón y el positrón, y la creación de fotones de rayos gamma:
e−
 + e+
 → γ + γ
A altas energías pueden crearse otras partículas como mesones B o bosones W y Z. Todos los procesos deben satisfacer unas determinadas leyes de conservación, que incluyen:
- Conservación de la carga eléctrica. La carga neta antes y después es cero.
- Conservación del momento lineal y de la energía total. Ello prohíbe la creación de un único fotón gamma, siempre se generarán como mínimo dos para garantizar la conservación simultánea de ambas magnitudes. El proceso recíproco, la desintegración en el vacío de un único fotón en un par partícula/antipartícula también está prohibido por el mismo motivo[1] Aun así, en teoría cuántica de campos la creación de un único fotón virtual sí está permitida, siempre que su energía y su tiempo de vida no violen la relación de indeterminación de Heisenberg.
- Conservación del momento angular.

Al igual que cualquier par de objetos cargados, los electrones y los positrones también pueden interactuar entre ellos sin aniquilación, en general por dispersión elástica.

## Caso de baja energía
Existe tan solo un conjunto muy limitado de posibilidades para el estado final. El más probable es la creación de dos o más fotones de rayos gamma. La conservación de la energía y del momento lineal prohíben la creación de un único fotón (una excepción a esta regla puede ocurrir con electrones atómicos fuertemente enlazados). En el caso más común, se crean dos fotones, cada uno con energía igual a la masa en reposo del electrón o el positrón (0,511 MeV). Un sistema de referencia apropiado es aquel en el que el sistema no tiene momento lineal neto antes de la aniquilación; de esta forma, tras la colisión, los rayos gamma se emiten en sentidos opuestos. También es común que se creen tres, ya en algunos estados de momento angular es necesario para conservar la paridad de carga. También es posible crear cualquier número mayor de fotones, pero la probabilidad se hace menor con cada fotón adicional ya que estos procesos más complejos tienen menores amplitudes de probabilidad.
Dado que los neutrinos tienen masa menor que la del electrón, también es posible (aunque altamente improbable) que la aniquilación produzca uno o más pares neutrino-antineutrino. La probabilidad de estos procesos es del orden de 10 000 veces menor que la de aniquilación en fotones. La misma afirmación también sería cierta para cualesquiera otras partículas que sean tanto o más ligeras, en tanto compartan al menos una interacción fundamental con los electrones y no lo prohíba ninguna ley de conservación. Sin embargo, no se conoce ninguna otra partícula con estas características.

## Caso de alta energía
Si el electrón, el positrón, o ambos, tienen energías cinéticas apreciables, se puede producir otras partículas pesadas (como mesones D o mesones B), ya que existe suficiente energía cinética en las velocidades relativas para darles la energía en reposo de estas partículas. Alternativamente, es posible producir fotones y otras partículas ligeras, pero surgen con energías mayores.
A energías cercanas y por encima de la masa de los portadores de la interacción débil, los bosones W y Z, la fuerza de la interacción débil se vuelve comparable a la interacción electromagnética. Como resultado, se vuelve mucho más fácil producir partículas como neutrinos que interactúan solo débilmente con la materia.
Los pares de partículas más pesados producidos mediante aniquilación electrón-positrón en aceleradores de partículas son pares W+
–W−
. La partícula producida más pesada es el bosón Z. La principal motivación para construir el Colisionador Lineal Internacional es producir de esta forma el bosón de Higgs.

## Usos prácticos
El proceso de aniquilación electrón-positrón es el fenómeno físico básico que permite la tomografía por emisión de positrones (TEP/PET) y la espectroscopía por aniquilación de positrones (PAS). También se usa como método para medir la superficie de Fermi y la estructura de bandas en metales con una técnica llamada correlación angular de radiación de aniquilación electrón-positrón.

## Reacción inversa
La reacción inversa, la creación electrón-positrón, es una forma de producción de pares gobernada por la física de dos fotones.